# Електроніка

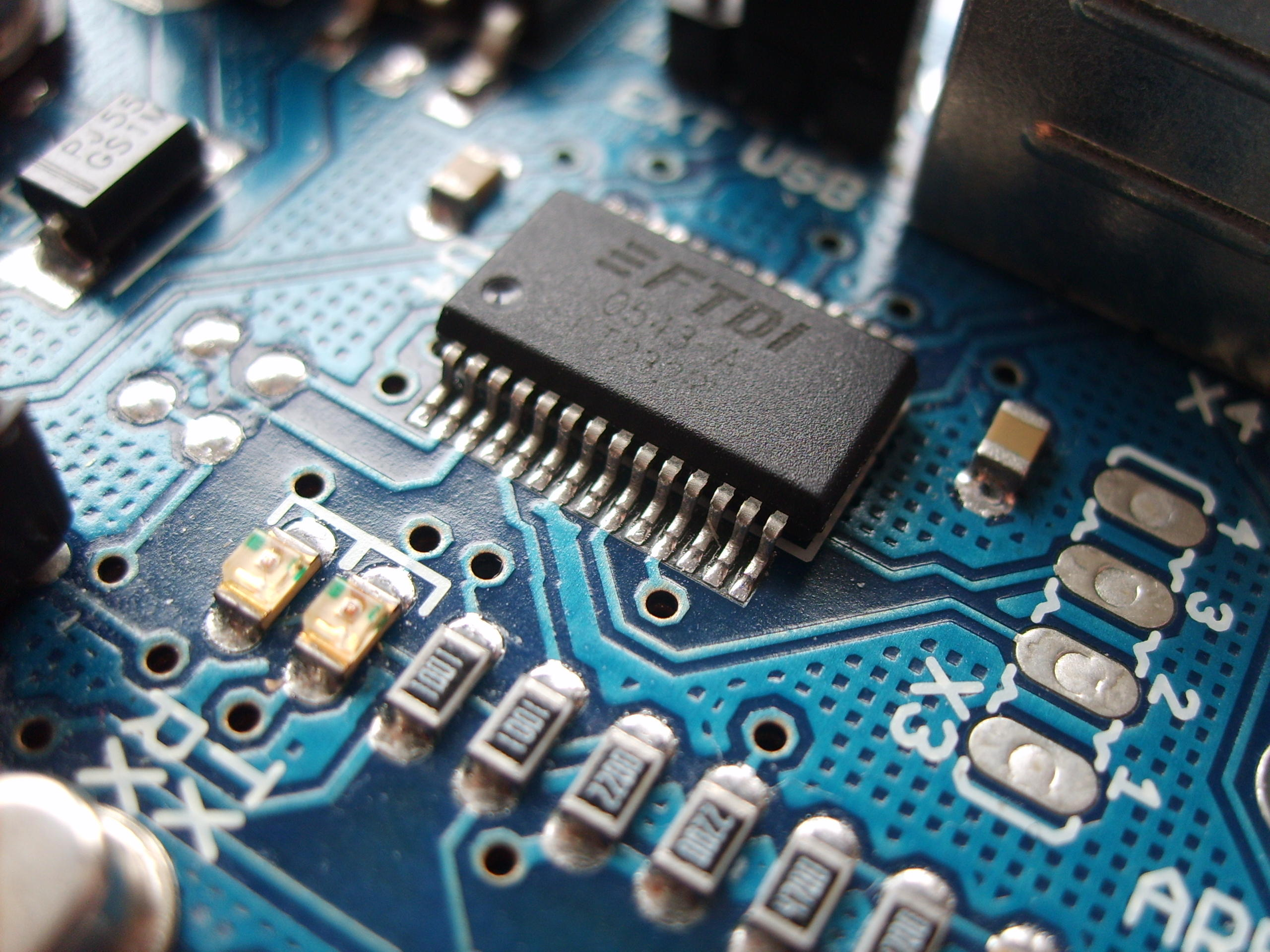
Електронні компоненти поверхневого монтажу на друкованій платі

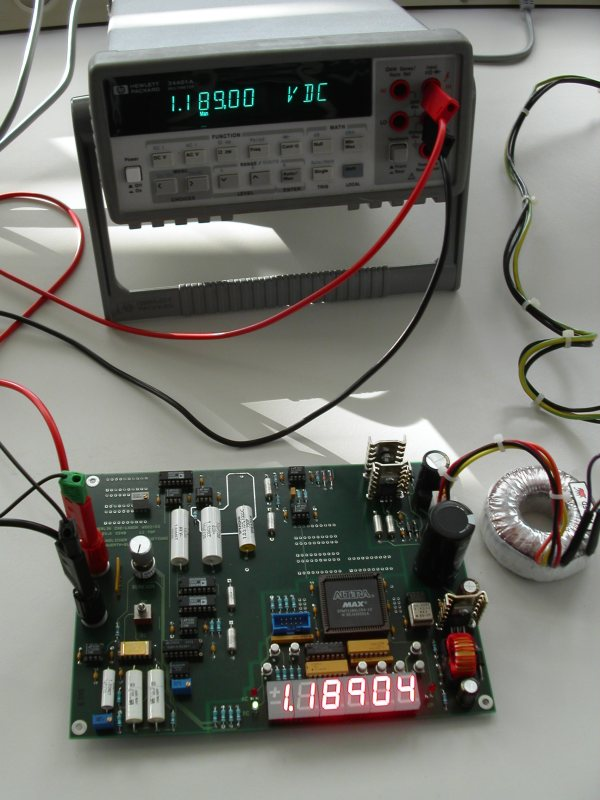
Цифровий вольтметр, що підключений до плати електронного пристрою

Електро́ніка (від грец. Ηλεκτρόνιο — електрон) — наука про взаємодію електронів з електромагнітними полями і про методи створення електронних приладів і пристроїв, в яких ця взаємодія використовується для перетворення електромагнітної енергії, в основному для передачі, обробки і зберігання інформації.
Також електроніка — це галузь фізики та техніки, в якій досліджуються електронні процеси, що пов'язані з утворенням та керуванням руху вільних електронів та/або інших заряджених частинок в різноманітних середовищах (вакуум, тверде тіло, газ, плазма) та на їх границях, а також проблеми і методи розробки електронних приладів різного призначення.
Найхарактерніші види таких перетворень — генерування, підсилення і прийом електромагнітних коливань з частотою до 1012 Гц, а також інфрачервоного, видимого, ультрафіолетового і рентгенівського випромінювань (1012—1020 Гц). Перетворення до настільки високих частот можливо завдяки виключно малій інерційності електрона — найменшою з нині відомих заряджених часток. У електроніці досліджуються взаємодії електронів як з макрополями в робочому просторі електронного приладу, так і з мікрополями усередині атома, молекули або кристалічної решітки.
Електроніка спирається на багато розділів фізики — електродинаміку, класичну і квантову механіку, фізику твердого тіла, оптику, термодинаміку, а також на хімію, металургію, кристалографію і інші науки. Використання результатів цих і ряду інших галузей знань, з одного боку, ставить перед іншими науками нові завдання, чим стимулює їх подальший розвиток, з іншого — створює нові електронні прилади і пристрої і тим самим озброює науки якісно новими засобами і методами дослідження. Практичні завдання електроніки: розробка електронних приладів і пристроїв, що виконують різні функції в системах перетворення і передачі інформації, в системах керування, в обчислювальній техніці, а також в енергетичних пристроях; розробка наукових основ технології виробництва електронних приладів і технології, що використовує електронні і іонні процеси і прилади для різних галузей науки і техніки.
Електроніка відіграє провідну роль в науково-технічній революції. Впровадження електронних приладів в різні сфери людської діяльності значною мірою (частенько вирішальною) сприяє успішній розробці складних науково-технічних проблем, підвищенню продуктивності фізичної і розумової праці, поліпшенню економічних показників виробництва. На основі досягнень електроніки розвивається промисловість, що випускає електронну апаратуру для різних видів зв'язку, автоматики, телебачення, радіолокації, обчислювальної техніки, систем управління технологічними процесами, приладобудування, а також апаратуру світлотехніки, інфрачервоної техніки, рентгенотехніки і ін.

## Історія
Електроніка зародилася на початку 20 століття після створення основ електродинаміки (1856—1873), дослідження властивостей термоелектронної емісії (1882—1901), фотоелектронної емісії (1887—1905), рентгенівських променів (1895—1897), відкриття електрона (Дж. Дж. Томсон, 1897), створення електронної теорії (1892—1909). Розвиток електроніки почався з винаходу лампового діода (Дж. А. Флемінг, 1904), триелектродної лампи — тріод-пентода (Л. де Форест, 1906); використання тріод-пентода для генерування електричних коливань (німецький інженер А. Мейснер, 1913); розробки потужних генераторних ламп з водяним охолоджуванням (М. О. Бонч-Бруєвич, 1919—25) для радіопередавачів, використовуваних в системах далекого радіозв'язку і радіомовлення.
Вакуумні фотоелементи (експериментальний зразок створив О. Г. Столєтов, 1888; промислові зразки — німецькі учені Ю. Ельстер і Г. Хейтель 1910); фотоелектронні помножувачі — однокаскадні (П. В. Тимофєєв, 1928) і багатокаскадні (Л. О. Кубецький, 1930) — дозволили створити звукове кіно, послужили основою для розробки передавальних телевізійних трубок : відикона (ідея запропонована в 1925 О. О. Чернишовим, іконоскопа (С. І. Катаєв і незалежно від нього В. К. Зворикін, 1931—32), суперіконоскопа (П. В. Тимофєєв, П. В. Шмаков, 1933), суперортикона (двостороння мішень для такої трубки була запропонована радянським ученим Г. В. Брауде в 1939; вперше суперортикон описаний американськими ученими А. Розі, П. Веймером і Х. Лоу в 1946) і ін. Створення багаторезонаторного магнетрона (Н. Ф. Алексєєв і Д. Є. Маляров, під керівництвом М. О. Бонч-Бруєвича, 1936—37), відбивного клістрона (М. Д. Дев'ятков та інші і незалежно від них радянський інженер В. Ф. Коваленко, 1940) послужило основою для розвитку радіолокації в сантиметровому діапазоні хвиль; пролітні клістрони (ідея запропонована в 1932 Д. А. Рожанським, розвинена в 1935 радянським фізиком А. Н. Арсеньєвою і німецьким фізиком О. Хайлем, реалізована в 1938 американськими фізиками Р. і 3. Варіанами і ін.) і лампи біжної хвилі (американський учений Р. Компфнер, 1943), забезпечили подальший розвиток систем радіорелейного зв'язку, прискорювачів елементарних часток і сприяли створенню систем космічного зв'язку. Одночасно з розробкою вакуумних електронних приладів створювалися і удосконалювалися газорозрядні прилади (іонні прилади), наприклад ртутні вентилі, використовувані головним чином для перетворення змінного струму в постійний в потужних промислових установках; тиратрони для формування потужних імпульсів електричного струму в пристроях імпульсної техніки; газорозрядні джерела світла.
Використання кристалічних напівпровідників як детекторів для радіоприймальних пристроїв (1900—1905), створення купроксних і селенових випрямлячів струму і фотоелементів (1920—1926), винахід крістадіна (О. В. Лосєв, 1922), винахід транзистора (В. Шоклі, В. Браттейн, Дж. Бардін, 1948) визначили становлення і розвиток напівпровідникової електроніки. Розробка планарної технології напівпровідникових структур (кінець 50 — початок 60-х рр.) і методів інтеграції багатьох елементарних приладів (транзисторів, діодів, конденсаторів, резисторів) на одній монокристалічній напівпровідниковій пластині привело до створення нового напряму в електроніці — мікроелектроніки (див. також Інтегральна електроніка). Основні розробки в області інтегральної електроніки направлені на створення інтегральних схем — мікромініатюрних електронних пристроїв (підсилювачів, перетворювачів, процесорів ЕОМ (електронна обчислювальна машина), електронних пристроїв пам'яті тощо), що складаються з сотень і тисяч електронних приладів, що розміщуються на одному напівпровідниковому кристалі площею в декілька мм². Мікроелектроніка відкрила нові можливості для вирішення таких проблем, як автоматизація управління технологічними процесами, переробка інформації, вдосконалення обчислювальної техніки і ін., що висуваються розвитком сучасного суспільного виробництва. Створення квантових генераторів (М. Г. Басов, О. М. Прохоров і незалежно від них Ч. Таунс, 1955) — приладів квантової електроніки — визначило якісно нові можливості електроніки, зв'язані з використанням джерел потужного когерентного випромінювання оптичного діапазону (лазерів) і побудовою надточних квантових стандартів частоти.
Радянські учені внесли вагомий внесок до розвитку електроніки Фундаментальні дослідження в області фізики і технології електронних приладів виконали М. О. Бонч-Бруєвич, Л. І. Мандельштам, М. Д. Папалексі, С. А. Векшинський, О. О. Чернишов, М. М. Богословський і багато др.; по проблемах збудження і перетворення електричних коливань, випромінювання, поширення і прийому радіохвиль, їх взаємодії з носіями струму у вакуумі, газах і твердих тілах — Б. О. Введенський, В. Д. Калмиков, О. Л. Мінц, О. А. Расплетін, М. В. Шулейкін і др.; в області фізики напівпровідників — А. Ф. Йоффе; люмінесценції і по інших розділах фізичної оптики — С. І. Вавилов; квантової теорії розсіяння світла випромінювання, фотоефекту в металах — І. Є. Тамм і багато ін.

## Області, основні розділи і напрями електроніки
Електроніка включає три області досліджень: вакуумну електроніку, твердотілу електроніку, квантову електроніку. Кожна підрозділяється на ряд розділів і ряд напрямів. Розділ об'єднує комплекси однорідних фізико-хімічних явищ і процесів, які мають фундаментальне значення для розробки багатьох класів електронних приладів даної області. Напрям охоплює методи конструювання і розрахунків електронних приладів, родинних по принципах дії або по виконуваних ними функціям, а також способи виготовлення цих приладів.

### Вакуумна електроніка

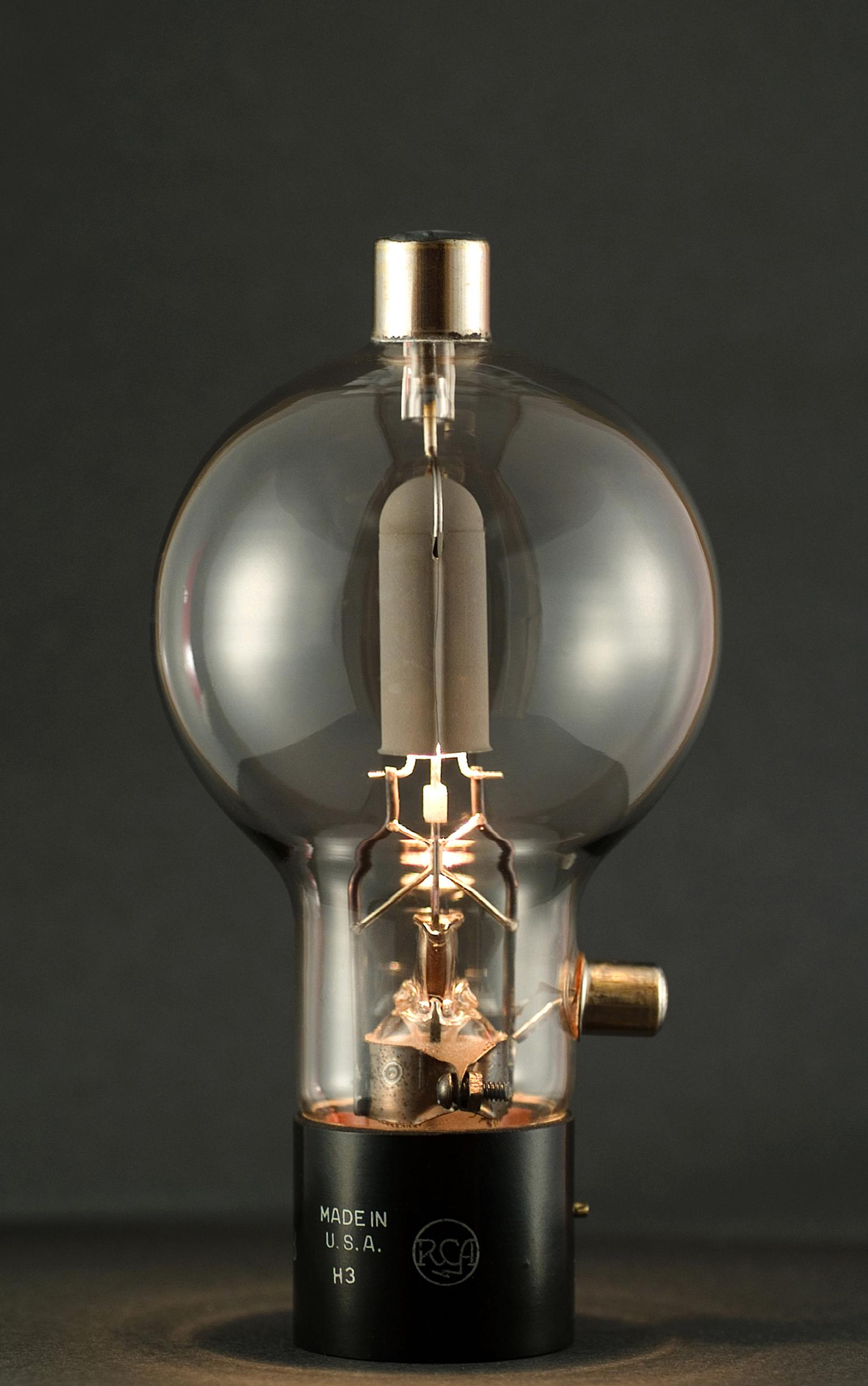
Приклад вакуумного пристрою. Тріод RCA 808

Вакуумна електроніка містить такі розділи:
1. Емісійна електроніка, що охоплює питання термо-, фотоемісії, вторинної електронної емісії, тунельної емісії, дослідження катодів і антиемісійних покриттів;
2. формування потоків електронів і потоків іонів управління цими потоками;
3. формування електромагнітних полів за допомогою резонаторів, систем резонаторів, уповільнюючих систем, пристроїв введення і виведення енергії;
4. електронна люмінесценція (катодолюмінесценція);
5. фізика і техніка високого вакууму (його здобуття, збереження і контроль);
6. теплофізичні процеси (випар у вакуумі, формозміна деталей при циклічному нагріві, руйнування поверхні металів при імпульсному нагріві, відведення тепла від елементів приладів);
7. поверхневі явища (утворення плівок на електродах і ізоляторах, неоднорідностей на поверхнях електроду);
8. технологія обробки поверхонь, у тому числі електронна, іонна і лазерна обробка;
9. газові середовища — розділ, що включає питання здобуття і підтримки оптимального складу і тиску газу в газорозрядних приладах.

Основні напрями вакуумної електроніки охоплюють питання створення електровакуумних приладів (ЕВП) наступних видів: електронних ламп (тріод-пентодів, тетродів, пентодів і т. д.); ЕВП НВЧ (надвисокі частоти) (магнетронів, клістронів і т. д.), електроннопроменевих приладів (кінескопів, осцилографічних трубок і т. д.); фотоелектронних приладів (фотоелементів, фотоелектронних помножувачів), рентгенівських трубок; газорозрядних приладів (потужних перетворювачів струму, джерел світла, індикаторів).

### Твердотільна електроніка
Розділи і напрями твердотільної електроніки в основному пов'язані з напівпровідниковою електронікою. Фундаментальні розділи останньої охоплюють такі питання:
1. вивчення властивостей напівпровідникових матеріалів, вплив домішок на ці властивості;
2. створення в кристалі областей з різною провідністю методами епітаксіального вирощування (епітаксія), дифузії, іонного впровадження (імплантації), дією радіації на напівпровідникові структури;
3. нанесення діелектричних і металевих плівок на напівпровідникові матеріали, розробка технології створення плівок з необхідними властивостями і конфігурацією;
4. дослідження фізичних і хімічних процесів на поверхні напівпровідників;
5. розробку способів і засобів здобуття і виміру елементів приладів мікронних і субмікронних розмірів.

Основні напрями напівпровідникової електроніки пов'язані з розробкою і виготовленням різних видів напівпровідникових приладів; напівпровідникових діодів (випрямних, змішувачах, параметричних, стабілітронів), підсилювальних і генераторних діодів (тунельних, лавинно-пролітних, діодів Ганна), транзисторів (біполярних і уніполярних), тиристорів, оптоелектронних приладів (світлодіодів, фотодіодів, фототранзисторів, оптронів, світлодіодних і фотодіодних матриць), інтегральних схем. До напрямів твердотільної електроніки відносяться також діелектрична електроніка, що вивчає електронні процеси в діелектриках (зокрема, в тонких діелектричних плівках) і їх використання, наприклад для створення діелектричних діодів, конденсаторів; магнітоелектроніка, що використовує магнітні властивості речовини для управління потоками електромагнітної енергії за допомогою феритових вентилів, циркуляторів, фазообертачів тощо і для створення пристроїв пам'яті, у тому числі на магнітних доменах; акустоелектроніка і п'єзоелектроніка, що розглядають питання поширення поверхневих і об'ємних акустичних хвиль і створюваних ними змінних електричних полів в кристалічних матеріалах і взаємодії цих полів з електронами в приладах з напівпровідниково-п'єзоелектричною структурою (кварцових стабілізаторах частоти, п'єзоелектричних фільтрах, ультразвукових лініях затримки, акустоелектронних підсилювачах тощо); кріоелектроніка, що досліджує зміни властивостей твердого тіла при глибокому охолоджуванні для побудови малошумливих підсилювачів і генераторів НВЧ (надвисокі частоти), надшвидкодіючих обчислювальних пристроїв, що запам'ятовують; розробка і виготовлення резисторів.

### Квантова електроніка

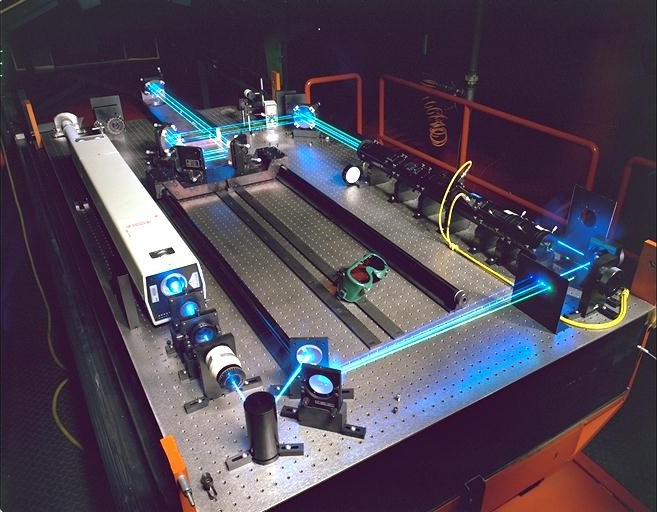
Лазер (лабораторія NASA)

Найважливіші напрями квантової електроніки — створення лазерів і мазерів. На основі приладів квантової електроніки будуються пристрої для точного виміру відстаней (далекоміри), квантові стандарти частоти, квантові гіроскопи, системи оптичного багатоканального зв'язку, космічної телекомунікації, радіоастрономії. Енергетична дія лазерного концентрованого випромінювання на речовину використовується в промисловій технології. Лазери знаходять різне вживання в біології і медицині.
Електроніка знаходиться у стадії інтенсивного розвитку; для неї характерні поява нових галузей і створення нових напрямів у вже наявних галузях. Наприклад наноелектроніку вважають сучаснним четвертим етапоп розвитку електроніки.

## Технологія електронних приладів
Конструювання і виготовлення електронних приладів базуються на використанні поєднання всіляких властивостей матеріалів і физико-хімічних процесів. Тому необхідно глибоко розуміти використовувані процеси і їх вплив на властивості приладів, уміти точно управляти цими процесами. Виняткова важливість физико-хімічних досліджень і розробка наукових основ технології в електроніці обумовлені, по-перше, залежністю властивостей електронних приладів від наявності домішок в матеріалах і речовин, сорбованих на поверхнях робочих елементів приладів, а також від складу газу і міри розрядки середовища, що оточує ці елементи; по-друге, — залежністю надійності і довговічності електронних приладів від міри стабільності вживаних вихідних матеріалів і керованості технології.
Досягнення технології незрідка дають поштовх розвитку нових напрямів в електроніці. Загальні для всіх напрямів електроніки особливості технології полягають у виключно високих (в порівнянні з іншими галузями техніки) вимогах, що пред'являються в електронній промисловості до властивостей використовуваних вихідних матеріалів; міри захисту виробів від забруднення в процесі виробництва; геометричній точності виготовлення електронних приладів. З виконанням першої з цих вимог зв'язано створення багатьох матеріалів, що володіють надвисокою чистотою і досконалістю структури, із заздалегідь заданими физико-хімічними властивостями — спеціальних сплавів монокристалів, кераміки, стекол і ін. Створення таких матеріалів і дослідження їх властивостей складають предмет спеціальної науково-технічної дисципліни — електронного матеріалознавства. Однією з найгостріших проблем технології, пов'язаних з виконанням другої вимоги, є боротьба за зменшення запиленості газового середовища, в якому проходять найважливіші технологічні процеси. У ряді випадків допустима запорошеність — не понад три порошинки розміром менше 1 мкм в 1 м-коду 3. Про жорсткість вимог до геометричної точності виготовлення електронних приладів свідчать, наприклад, цифри: у низці випадків відносна похибка розмірів не повинна перевищувати 0,001 %; абсолютна точність розмірів і взаємного розташування елементів інтегральних схем досягає сотих доль мкм. Це вимагає створення нових, досконаліших методів обробки матеріалів, нових засобів і методів контролю. Характерним для технології в електроніці. є необхідність широкого використання новітніх методів і засобів: електроннопроменевої, ультразвукової і лазерної обробки і зварювання, фотолітографії, електронної і рентгенівської літографії, електроіскрової обробки, іонної імплантації, плазмохімії, молекулярної епітаксії, електронної мікроскопії, вакуумних установок, що забезпечують тиск залишкових газів до 10 — 13 мм рт. ст. Складність багатьох технологічних процесів вимагає виключення суб'єктивного впливу людини на процес, що обумовлює актуальність проблеми автоматизації виробництва електронних приладів із застосуванням ЕОМ (електронна обчислювальна машина) поряд із загальними завданнями підвищення продуктивності праці. Ці і інші специфічні особливості технології в електроніці. привели до необхідності створення нового напряму в машинобудуванні — електронного машинобудування. Також новітня електроніка застосовується у системах супутникового зв'язку.
Електроніку можна розділити на дві важливі пов'язані між собою області — розробку й вдосконалення елементної бази та конструювання електронних схем. Елементну базу електроніки складають електронні прилади із різноманітними характеристиками, які використовуються в електронних схемах для збору, обробки інформації та використання її для управління різноманітними процесами і відтворення її в зручному для споживача вигляді.

## Елементна база
Елементна база електричних схем включає пристрої для реєстрації, обробки і використання електричних сигналів.
Реєстрацію сигналів виконують давачі, сенсори, детектори, які перетворюють енергію будь-якої природи: механічну, теплову, світлову в електричний струм. Існує широкий спектр електронних пристроїв, які виконують роль давачів, принципи дії яких ґрунтуються на різноманітних фізичних явищах.
Обробка електричних сигналів виконується елементами електричного кола з нелінійними вольт-амперними характеристиками. Нелінійність характеристик елементів електроніки відрізняє їх від елементів електротехніки, хоча елементи електротехніки, такі як джерела живлення, резистори, конденсатори, котушки індуктивності теж використовуються в електронних схемах.
Оброблений сигнал може бути відтворений у зручній для людини формі, наприклад, на екрані монітора або телевізора або у вигляді звукових сигналів — мови, музики. Він може бути також записаний на носій інформації для відтворення у майбутньому, або управляти сервоприводами в автоматичних системах керування тощо.

### Електровакуумні прилади
Електровакуумні прилади історично були першим класом електронних елементів із нелінійними вольт-амперними характеристиками, що здобули широке використання. За дату народження електроніки можна вважати 1903–1904 роки, коли були винайдені перші діоди та тріоди. В вакуумних лампах електрони рухаються тільки від катода до анода, що забезпечує однонаправленість електричного струму. Найпростішу з електровакуумних ламп можна використовувати для випрямлення струму, нелінійність характеристик тріода дозволяє його застосування в підсилювачах і генераторах.
Інші вакуумні прилади — електронно-променеві трубки — використовуються для відтворення інформації на дисплеях, екранах телевізорів тощо. За тими ж принципами побудовані електронні мікроскопи.
Більшість приладів такого роду працює в умовах високого вакууму, але в деяких, наприклад, газотронах або іонізаційних камерах, робочий об'єм заповнений газом.
Електровакуумні прилади, що широко використовувалися в першій половині XX ст., поступово почали поступатися твердотільним і на початку XXI століття зберігають тільки окремі ніші застосування. Електровакуумні лампи замінені транзисторами та мікросхемами, дисплеї дедалі частіше рідкокристалічні, телевізори — плазмові, світлодіодні тощо.

### Твердотільні електронні прилади
Твердотільні електронні прилади в основному використовують властивості напівпровідників, провідність яких дуже чутлива до домішок, температури, освітлення тощо. На контактах легованого напівпровідника з металом або двох по різному легованих областей напівпровідника утворюються області просторового заряду — контакт Шотткі, p-n перехід, які мають нелінійні вольт-амперні характеристики (наприклад, від'ємну диференційну провідність). Ці явища дозволили сконструювати напівпровідникові елементи — діоди, транзистори, які поступово витіснили вакуумні прилади з більшості галузей застосування.
Розвиток напівпровідникової технології дозволив об'єднувати різноманітні елементи електричного кола: транзистори, діоди, резистори та ємності на одній підкладці, що призвело до створення інтегральних схем або мікросхем (див. РТЛ, ТТЛ тощо). Напівпровідникова електроніка стала мікроелектронікою. Сучасні інтегральні схеми об'єднують в одному пристрої сотні мільйонів транзисторів.

## Електронні схеми
В електронних схемах електронні компоненти об'єднані в електричні кола таким чином, щоб забезпечити виконання своєї функції в електронних приладах.
Електронні схеми поділяються на два класи — аналогові та цифрові. Схеми першого типу призначені для обробки аналогових сигналів, схеми другого типу — для роботи з цифровим сигналом. Цифрові електронні схеми поступово витісняють аналогові навіть із областей традиційного застосування, наприклад, у телебаченні. Цифровий або дискретний сигнал отримують, квантуючи аналоговий. Передача й зберігання сигналу в цифровому вигляді надійніша, незважаючи на часткове спотворення сигналу при дискретизації.

### Аналогова електроніка
Прикладом аналогового приладу є аналоговий тип радіоприймача. Аналогова електроніка потребує різноманітних електронних схем: генераторів, підсилювачів, модуляторів та демодуляторів. Радіоприймач отримує від антени модульований електричний сигнал широкого набору частот. Він фільтрує сигнал, виділяючи певну частоту, підсилює його, демодулює, перетворює в сигнал частоти звукового діапазону й передає на динамік для відтворення звуку.
Схеми аналогових приладів зазвичай будуються із стандартних блоків, які виконують певну функцію. Кількість розроблених аналогових схем величезна — від окремих елементів, до схем, що включають тисячі елементів.

### Цифрова електроніка
Цифрова електроніка трактує сигнал як дискретний, найчастіше виділяючи тільки два стани — наявність і відсутність сигналу. Часто вхідний сигнал аналоговий, тому першою стадією його обробки в цифрових схемах є квантування. Цифрова електроніка використовує інший тип електронних схем — тригери, мультивібратори, особливістю яких є перемикання між різними дискретними станами.
Вершиною цифрової електроніки є програмована цифрова електроніка, яка дозволяє задавати правила обробки сигналу за допомогою комп'ютерної програми — певного набору інструкцій, що зберігаються на носії інформації і можуть змінюватися програмістом. Розвиток програмованої цифрової електроніки відкрив еру інформаційних технологій.

## Перспективи розвитку електроніки
Одна з основних проблем, що стоять перед Електронікою., пов'язана з вимогою збільшення кількості оброблюваної інформації обчислювальними електронними системами управління, з одночасним зменшенням їх габаритів і споживаної енергії. Ця проблема вирішується шляхом створення напівпровідникових інтегральних схем, що забезпечують час перемикання до 10−11 с; збільшення міри інтеграції на одному кристалі до мільйона транзисторів розміром 1—2 мкм; використання в інтегральних схемах пристроїв оптичного зв'язку і оптоелектронних перетворювачів (див. статтю «Оптоелектроніка»), надпровідників; розробки пристроїв пам'яті, ємністю декілька мегабіт на одному кристалі; вживання лазерної і електроннопроменевої комутації; розширення функціональних можливостей інтегральних схем (наприклад, перехід від мікропроцесора до МІКРОЕОМ на одному кристалі); переходу від двовимірної (планарной) технології інтегральних схем до тривимірної (об'ємною) і використання поєднання різних властивостей твердого тіла в одному пристрої; розробки і реалізації принципів і засобів стереоскопічного телебачення, що володіє більшою інформативністю в порівнянні із звичайним; створення електронних приладів, що працюють в діапазоні міліметрових і субміліметрових хвиль, для широкосмугових (ефективніших) систем передачі інформації, а також приладів для ліній оптичного зв'язку; розробки потужних, з високим ККД (коефіцієнт корисного дії), приладів НВЧ (надвисокі частоти) і лазерів для енергетичної дії на речовину і направленої передачі енергії (наприклад, з космосу). Одна з тенденцій розвитку електроніки — проникнення її методів і засобів в біологію (для вивчення кліток і структури живого організму і дії на нього) і медицину (для діагностики, терапії, хірургії). У міру розвитку електроніки. і вдосконалення технології виробництва електронних приладів розширюються області використання досягнення електроніки. у всіх сферах життя і діяльності людей, зростає роль електроніки. у прискоренні науково-технічного прогресу.